# 安基斯
基斯頓·奎西·安南（Christian Kwesi Annan，通稱安基斯，1978年5月3日—），生於加納阿克拉，加納裔香港足球運動員，司職前鋒，現時效力於香港甲組聯賽中西區，於2014年2月12日成功獲取香港特區護照。

## 球會生涯
安基斯生於加納阿克拉，在求學時期加入過業餘足球學校受訓，放學後隨足球學校受訓，並在每年代表學校踢比賽，於2005年修讀法律的安基斯為圓足球夢輾轉來到香港發展其足球事業，卻因為香港鄰近日本和韓國及過往香港足壇的輝煌歷史，而誤以為香港足球的水平是亞洲一線，直到來港後到才知是個誤會。
因來港時間不合，安基斯只能加盟乙組球會東方，不過憑著在乙組在11場賽事取得14球個入球，光芒四射的演出，加上對大埔時大演帽子戲法，而吸引到大埔的注意，在和富大埔升班甲組後，便立刻邀請安基斯加盟效力，初期安基斯高速盤扭及突破成為他的招牌動作，於2006/07年球季尾為球隊上陣21場取得6個入球的安基斯首季便入選香港足球明星選舉的最佳十一人。
在2007年2月，安基斯首次入選香港聯賽選手隊參加2007年賀歲盃，並在首場對牙買加國家隊的賽事，在末段後備入替，而在對澳洲奧運隊的季軍戰，則正選上陣並憑其招牌快速突入，迫使對方球員在禁區內犯規為港聯迫得十二碼追成2–2平手。
其後在2007/08球季，安基斯全季表現良好與前線拍檔拉菲爾各取得7個入球，僅次祖利亞成為隊中的聯賽次席射手，他再於2007年12月入選香港聯賽選手隊的初選名單，參與第30屆省港盃，不過最終因前線人滿之患，而落選決選名單，安基斯於2008/09球季持續有好表現，於聯賽首8場攻入6球全季聯賽以9球，與卡立並列球隊首席射手，而全季各項賽事取得12球為球隊中的次席射手，於2009年賀歲盃再次入選香港聯賽選手隊，雖然全季表演不俗，但安基斯在香港足球明星選舉球迷投票中，高據第8位，卻未有入選聯賽的最佳十一人。
安基斯在2009年足總盃決賽表現非常出色兼有取得入球，替和富大埔擊敗天水圍飛馬，贏得升班後的首個錦標，隨後先後獲得足總盃及高級組銀牌冠軍，直到2010/11球季安基斯取代陳旭智成為球會隊長，最終和富大埔於2012/13球季護級失敗降落乙組聯賽作賽。
在2013年7月，安基斯與前鋒拍擋艾力士一同轉投傑志，當季更協助球隊以全季不敗奪得聯賽冠軍，他在2014年正式入籍香港成為香港永久性居民，並於2014年2月12日成功頒取香港特區護照以本地球員身份註冊，直到在2016年7月外借至香港飛馬，並於2017年4月22日以5–0大勝港會的聯賽，取得加盟後的首個入球。到球季結束後，安基斯回歸傑志，並即在2017年9月24日對東方龍獅的社區盃決賽，取得重返球隊後的首個入球，兼為傑志奠定2–1勝局，首度奪得社區盃冠軍。
2018-2019球季，傑志將安基斯外借至凱景。
2019-2020球季，安基斯加盟港超升班馬標準流浪。

## 國際賽生涯
2011年年底，安基斯累積足夠年期合資格申請成為香港永久性居民，直到2014年2月12日成功獲發香港特區護照，他於2014年2月首度入選香港足球代表隊備戰，作客對越南國家隊的亞洲盃外圍賽，並於賽事中首度代表香港在國際A級賽亮相，於2014年7月30日，安基斯與葉鴻輝及鞠盈智以超齡球身份入選香港U23代表隊名單參與2014年亞洲運動會，並在9月22日以2–1擊敗孟加拉中取得首個亞運會入球，順利以小組次名晉級16強，
於2014年10月14日，安基斯於以0–7不敵阿根廷國家隊的香港足總百週年紀念賽後備登場，一度在阿根廷右路施展速度，更於78分鐘反擊快放妙傳予高梵，可惜後者在阿根廷球員力迫下射高，但已贏盡球迷掌聲，賽後幾番嘗試速度突破的安基斯，獲球王美斯稱讚是香港隊陣中表現最佳的球員，更主動向安基斯相贈其球衣，而安基斯終於在2015年6月11日以7–0大勝不丹國家隊的世界盃亞洲區外圍賽，取得代表香港以來首個國際A級賽入球。

## 個人生活
於2005年年底，安基斯在街上認識到妻子Irene，並於同年年底結婚育有一女Precious，而安基斯更會按中國傳統在農曆新年向隊友及朋友派發利是，他於2009年為了方便投入更多時間在足球上，由將軍澳新都城一期搬遷到球會附近的大埔村屋居住，安基斯與隊友艾力士在2012年擔任無綫節目《新春自家菜》嘉賓在介紹家鄉的傳統食物，期間安基斯表示香港的食物味道不俗，而自己愛吃辣的食物尤其愛吃泰國菜。安基斯非常欣賞李健和、歐偉倫及楊正光認為他們都是香港的傳奇球員。
在效力和富大埔期間，因為安基斯高速突破能力及外型相似的關係，被當時球迷笑言意大利的國際米蘭有個馬田斯，而香港也有個大埔馬田斯，協助安基斯在香港發展的為香港6名註冊球員經紀之一的Barrie Tsui，更是安基斯的証婚人，安基斯曾經在Barrie介紹下到中國大陸球會接受測試，惟因為身材太矮小而，連測試的機會都沒有就被拒絕，而安基斯與和富大埔成功簽約，亦是Barrie Tsui第一次收到球會介紹費用的球員交易。
斯在2015年在傳媒訪問時，安基透露現年報稱37歲實情卻不是，他指那是因為手續上的問題，令他的年齡大了足足9年，表示自己現在才28歲，不過他事後又否認報大數，安基斯又在另一訪問時表示當年獲經紀介紹到海外落班，但年紀太輕未必可獲聘約，所以護照的年紀是報大了。

## 榮譽
和富大埔
- 香港足總盃冠軍（2008–09季度）
- 香港高級組銀牌冠軍（2012–13季度）

傑志
- 香港超級聯賽冠軍（2014–15，2016–17，2017–18季度）
- 香港甲組足球聯賽冠軍（2013–14季度）
- 香港聯賽盃冠軍（2014–15，2015–16季度）
- 香港足總盃冠軍（2014–15，2016–17，2017–18，2018–19季度）
- 香港菁英盃冠軍（2017–18季度）
- 香港社區盃冠軍（2017，2018年）
- 香港超級聯賽季後附加賽冠軍（2015–16季度）

個人
- 香港甲組足球聯賽 2月最有價值球員（2012–13季度）
- 香港足球明星選舉 最佳十一人（2006–07季度）

## 外部連結
- 香港足球總會網頁球員註冊資料 （页面存档备份，存于）